# Льюїсвіль (Арканзас)
Льюїсвіль (англ. Lewisville) — місто (англ. city) в США, адміністративний центр округу Лафаєтт штату Арканзас. Населення — 915 осіб (2020).

## Географія
Льюїсвіль розташований на висоті 89 метрів над рівнем моря за координатами 33°21′36″ пн. ш. 93°35′2″ зх. д. / 33.36000° пн. ш. 93.58389° зх. д. (33.360132, -93.583971).  За даними Бюро перепису населення США в 2010 році місто мало площу 5,71 км², з яких 5,62 км² — суходіл та 0,09 км² — водойми.

## Демографія

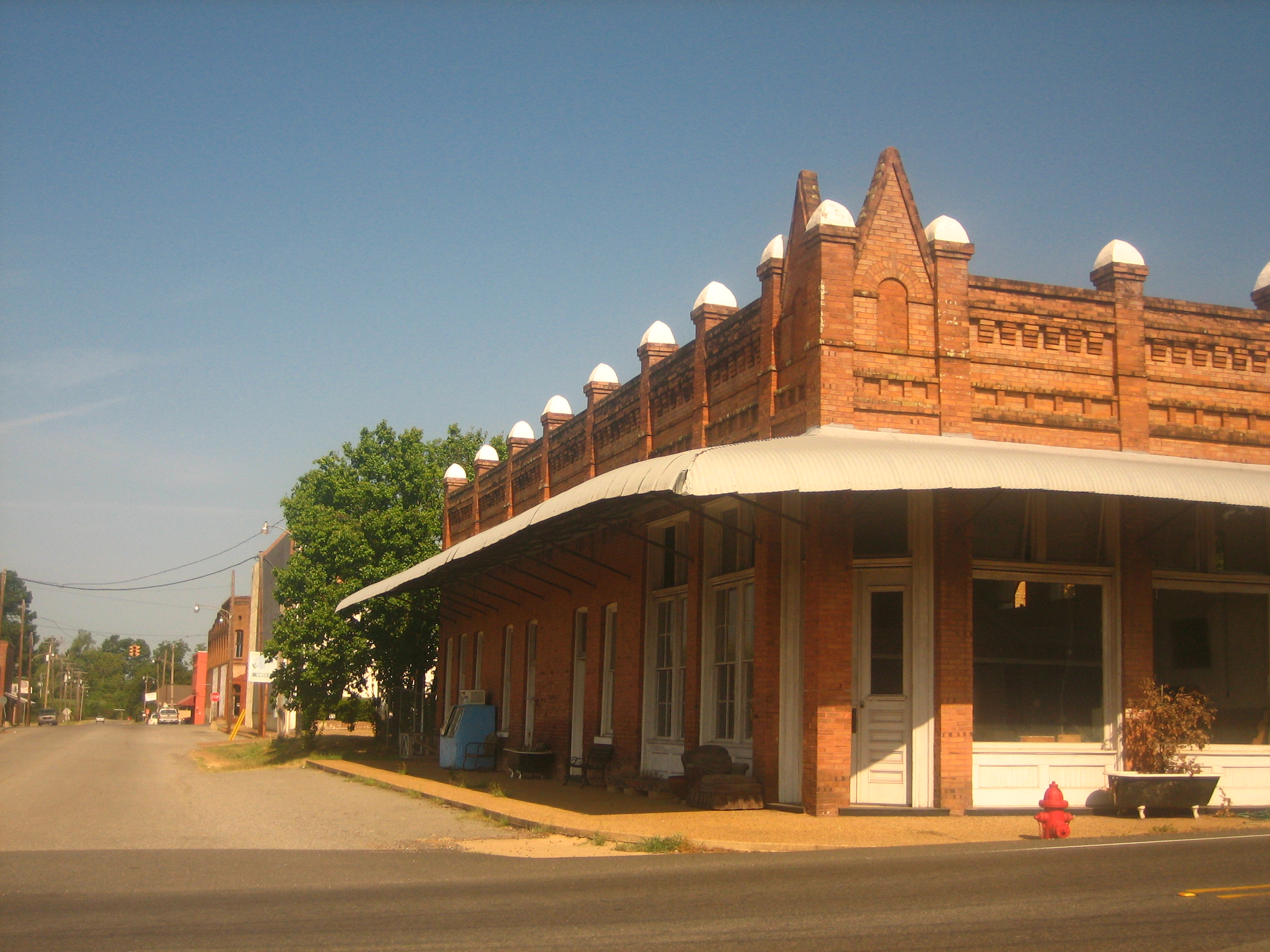
Будівля старого типу в центрі Льюїсвіля

Згідно з переписом 2010 року, у місті мешкало 1280 осіб у 516 домогосподарствах у складі 351 родини. Густота населення становила 224 особи/км².  Було 622 помешкання (109/км²). 
Расовий склад населення:
| - 55,4 % — чорних або афроамериканців - 41,3 % — білих - 0,2 % — корінних американців - 1,4 % — осіб інших рас |

До двох чи більше рас належало 1,6 %. Іспаномовні складали 2,9 % від усіх жителів.
За віковим діапазоном населення розподілялося таким чином: 24,1 % — особи молодші 18 років, 57,1 % — особи у віці 18—64 років, 18,8 % — особи у віці 65 років та старші. Медіана віку мешканця становила 42,1 року. На 100 осіб жіночої статі у місті припадало 86,0 чоловіків;  на 100 жінок у віці від 18 років та старших — 83,4 чоловіків також старших 18 років.
Середній дохід на одне домашнє господарство  становив 37 317 доларів США (медіана — 21 553), а середній дохід на одну сім'ю — 48 188 доларів (медіана — 27 375). За межею бідності перебувало 31,5 % осіб, у тому числі 46,8 % дітей у віці до 18 років та 32,6 % осіб у віці 65 років та старших.
Цивільне працевлаштоване населення становило 279 осіб. Основні галузі зайнятості: публічна адміністрація — 22,9 %, виробництво — 17,9 %, освіта, охорона здоров'я та соціальна допомога — 14,7 %, роздрібна торгівля — 12,9 %.

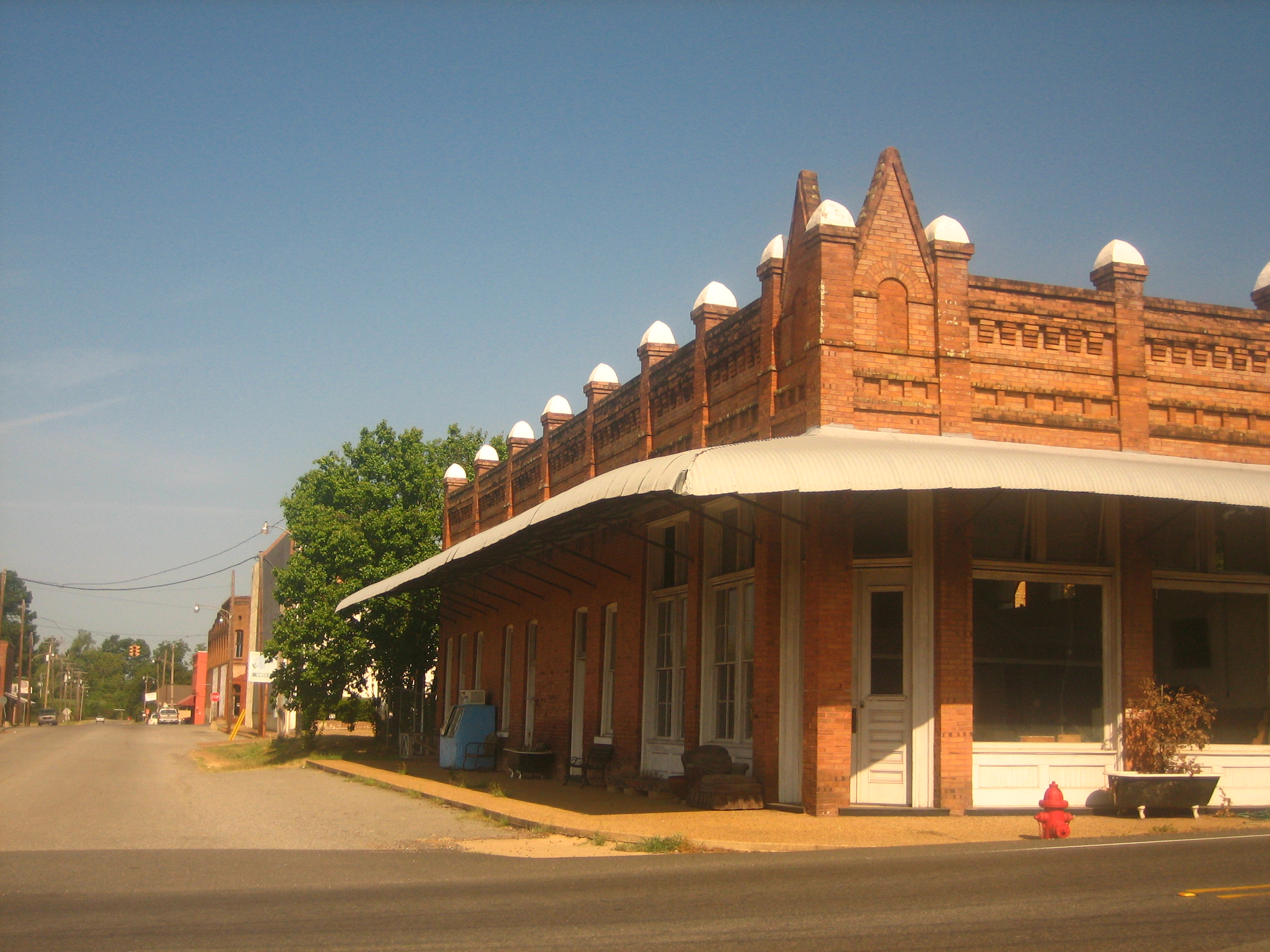
Будівля старого типу в центрі Льюїсвіля

За даними перепису населення 2000 року в Льюїсвілі проживало 1285 осіб, 349 сімей, налічувалося 518 домашніх господарств і 577 житлових будинків. Середня густота населення становила близько 225,4 осіб на один квадратний кілометр. Расовий склад Льюїсвіля за даними перепису розподілився таким чином: 49,34 % білих, 49,34 % — чорних або афроамериканців, 0,16 % — корінних американців, 0,47 % — представників змішаних рас, 0,70 % — інших народів. Іспаномовні склали 2,10 % від усіх жителів міста.
З 518 домашніх господарств в 28,8 % — виховували дітей у віці до 18 років, 46,7 % представляли собою подружні пари, які спільно проживали, в 16,2 % сімей жінки проживали без чоловіків, 32,6 % не мали сімей. 30,1 % від загального числа сімей на момент перепису жили самостійно, при цьому 15,3 % склали самотні літні люди у віці 65 років та старше. Середній розмір домашнього господарства склав 2,47 особи, а середній розмір родини — 3,04 особи.
Населення міста за віковим діапазоном за даними перепису 2000 року розподілилося таким чином: 25,8 % — жителі молодше 18 років, 7,9 % — між 18 і 24 роками, 25,7 % — від 25 до 44 років, 22,3 % — від 45 до 64 років і 18,3 % — у віці 65 років та старше. Середній вік мешканця склав 39 років. На кожні 100 жінок в Льюїсвілі припадало 86,5 чоловіків, у віці від 18 років та старше — 80,5 чоловіків також старше 18 років.
Середній дохід на одне домашнє господарство в місті склав 26 719 доларів США, а середній дохід на одну сім'ю — 34 712 доларів. при цьому чоловіки мали середній дохід в 24 408 доларів США на рік проти 16 850 доларів середньорічного доходу у жінок. Дохід на душу населення в місті склав 13 733 долари на рік. 17,2 % від усього числа сімей в населеному пункті і 21,3 % від усієї чисельності населення перебувало на момент перепису населення за межею бідності, при цьому 27,3 % з них були молодші 18 років і 16,1 % — у віці 65 років та старше.